# إمي نولاون
إمي نولاون هي جماعة قروية في إقليم ورزازات بجهة درعة تافيلالت، وهي تضم 21059 نسمة، حسب الإحصاء العام للسكان والسكنى لسنة 2014.

## دواوير الجماعة
- توريت ايت زغار
- ازضل ايت زغار
- تزوضى ايت زغار
- اكلي ايت زغار
- تيزي ايت زغار
- تالموضات ايت زغار
- تيميشا ايت زغار
- تاغيا
- امي نتازاغت
- اكرد نوزرو
- اسغمو ايت زغار
- اكرض
- احدجام
- امي نوارك
- امي نتورضا
- تيزكي نبيدو
- تيزكي نيت بن تازا
- ايت وزار
- افران
- كمطولة
- تمسليت
- اسكا كمضولة
- تغزيرين
- تيغلي
- اقا نيت هرى
- اسكا ايت عفان
- تكنيت
- تيزكين

- اماسين

- امقسو

- انميتر

- امضراس

ايت الحو نكاحمان
- امي نولاون
- ايت علا
- بورمان
- تغرى
- تمزريت
- امزري
- تساوت
- تسكايولت
- تكزيرت
- اشباكن

## التعليم
قائمة المؤسسات التعليمية في جماعة إمي نولاون:
- مجموعة مدارس   كنطولة وحدة تمسليت
- مجموعة مدارس أسكا أيت عفان
- مجموعة مدارس تمزريت أيت عفان * مجموعة مدارس تاوريرت نيت زغار الغربية

## النقل والطرق
الطريق 1502 يربط جماعة سكورة بجماعة إمي نولاون. مورور بجماعة توندوت..

## وصلات خارجية
- الصفحة الرسمية لجماعة إمي نولاون على فايسبوك